# わが里程標
「わが里程標」（わがマイルストーン）は、片岡輝作詞・平吉毅州作曲の合唱曲。および、同曲を含む混声合唱組曲のタイトル。

## 課題曲
1981年（昭和56年）度のNHK全国学校音楽コンクール高等学校の部の課題曲として、混声四部版・男声四部版・女声三部版が同時に発表された。イ長調の歌いだしに始まり、終盤ヘ長調に転じる。片岡・平吉コンビの曲は3年前の「ひとつの朝」に続く。その後コンクールを離れて広く歌われるようになり、中学生向けに混声三部合唱にも編曲された。

## 合唱組曲
課題曲版をベースに片岡・平吉のコンビで組曲化の構想が持ち上がり、混声合唱組曲としての「わが里程標」が作曲された。

### 組曲構成
全4曲からなる。
1. 疾走
2. 交差点
3. 風をとらえることができたなら
4. わが里程標